# Liste der Ehrenbürger der Stadt Güstrow
Die Stadt Güstrow hat unter anderem folgenden Personen das Ehrenbürgerrecht verliehen:

## Ehrenbürger
- 20. April 1843: Johann Friedrich Besser (1771–1846), Rektor der Domschule Güstrow (zum 50-jährigen Berufsjubiläum)
- 10. März 1844: Georg (Bernhard Johann) Brandt (1772–1847), Kanzleidirektor der Justizkanzlei Güstrow (zum 50-jährigen Berufsjubiläum)
- 17. Dezember 1858: Wilhelm Friedrich Christian Ludwig von Meding (1785–1868), Geheimer Hofrat, Erster Sekretär der Justizkanzlei Güstrow (zum 50-jährigen Berufsjubiläum)
- 10. April 1874: Adolf Türk (1795–1880), Domprediger (beim Ausscheiden aus dem Amt)
- 30. September 1879: Karl von Monroy (1808–1894), Obergerichtspräsident (beim Ausscheiden aus dem Justizdienst infolge der neuen Gerichtsverfassung)
- 11. April 1883: (Gustav Carl) Heinrich Raspe (1811–1887), Gymnasialdirektor (zum 50-jährigen Amtsjubiläum)
- 30. September 1886: Wilhelm Schultetus (1810–1892), Amtshauptmann (beim Ausscheiden aus dem Amte nach 56-jähriger ununterbrochener Tätigkeit in Güstrow)
- 8. April 1901: (Martin) Heinrich Seeger (1825–1902), Direktor des Realgymnasiums (zum 50-jährigen Amtsjubiläum)
- 9. Mai 1919: Otto (Friedrich Wilhelm) Dahse (1839–1921), Bürgermeister (beim Ausscheiden aus dem Rate nach 53-jähriger Wirksamkeit)
- 1933: Friedrich Hildebrandt (1898–1948), NSdAP-Politiker, Reichsstatthalter von Mecklenburg und Lübeck, 16. März 2006 aberkannt
- 8. Mai 1965: Klaus Sorgenicht (1923–1999), 1945/46 Bürgermeister bzw. Oberbürgermeister von Güstrow, 1946–1949 Landrat des Landkreises Güstrow, Politiker der SED (anlässlich des 20. Jahrestages der Befreiung vom Faschismus).
- 8. Mai 1965: Bernhard Quandt (1903–1999), 1945/46 Landrat des Landkreises Güstrow, 1948–1951 Minister und 1951–1952 Ministerpräsident des Landes Mecklenburg, 1952–1974 Erster Sekretär der SED-Bezirksleitung Schwerin, Mitglied des Zentralkomitees der SED und des Staatsrates der DDR (anlässlich des 20. Jahrestages der Befreiung vom Faschismus)
- 8. Mai 1965: Hans Warnke (1896–1984), 1945 Oberbürgermeister von Güstrow, Mitglied des Zentralkomitees der SED, Regionalpolitiker der SED (anlässlich des 20. Jahrestages der Befreiung vom Faschismus)
- 29. September 1995: Helmut Schmidt (1918–2015), Bundeskanzler der Bundesrepublik Deutschland a. D. (in Anerkennung und Würdigung seines Einsatzes für die Stadt und den Erhalt des Nachlasses von Marga Böhmer, der Lebensgefährtin von Ernst Barlach)
- 31. Oktober 1997: Slata Kowalewskaja, geb. Kriwussjowa (1924–2016), Ostarbeiterin aus der Ukraine, Dolmetscherin bei den Verhandlungen zur kampflosen Übergabe der Stadt Güstrow an die Rote Armee am 2. Mai 1945 (in Dankbarkeit und Anerkennung ihres mutigen Einsatzes)
- 28. November 2003 (postum): Wilhelm Beltz (1890–1961), Hauptmann a. D., 1945 Landrat in Güstrow (für seinen Einsatz bei der kampflosen Übergabe der Stadt Güstrow an die Rote Armee)
- 1. Oktober 2010 (postum): Ernst Barlach (1870–1938), Maler und Bildhauer (mit seinem Werk von Weltrang hat er die Stadt über die Landesgrenzen hinaus bekannt gemacht)
- 2014 (postum): John Brinckman  (1814–1870), niederdt. Dichter, Erzähler und Lyriker
- 8.  Dezember 2018: Folker Hachtmann (1933–2020), Pastor a. D., als Freund und Förderer des Ideals eines friedlichen Miteinanders von Menschen unterschiedlicher Glaubensrichtungen und Ansichten hat er sich mit seinem Engagement für die Aufarbeitung der jüdischen Geschichte Güstrows besonders verdient gemacht.